# Paráfrasis sobre el hallazgo de un guante

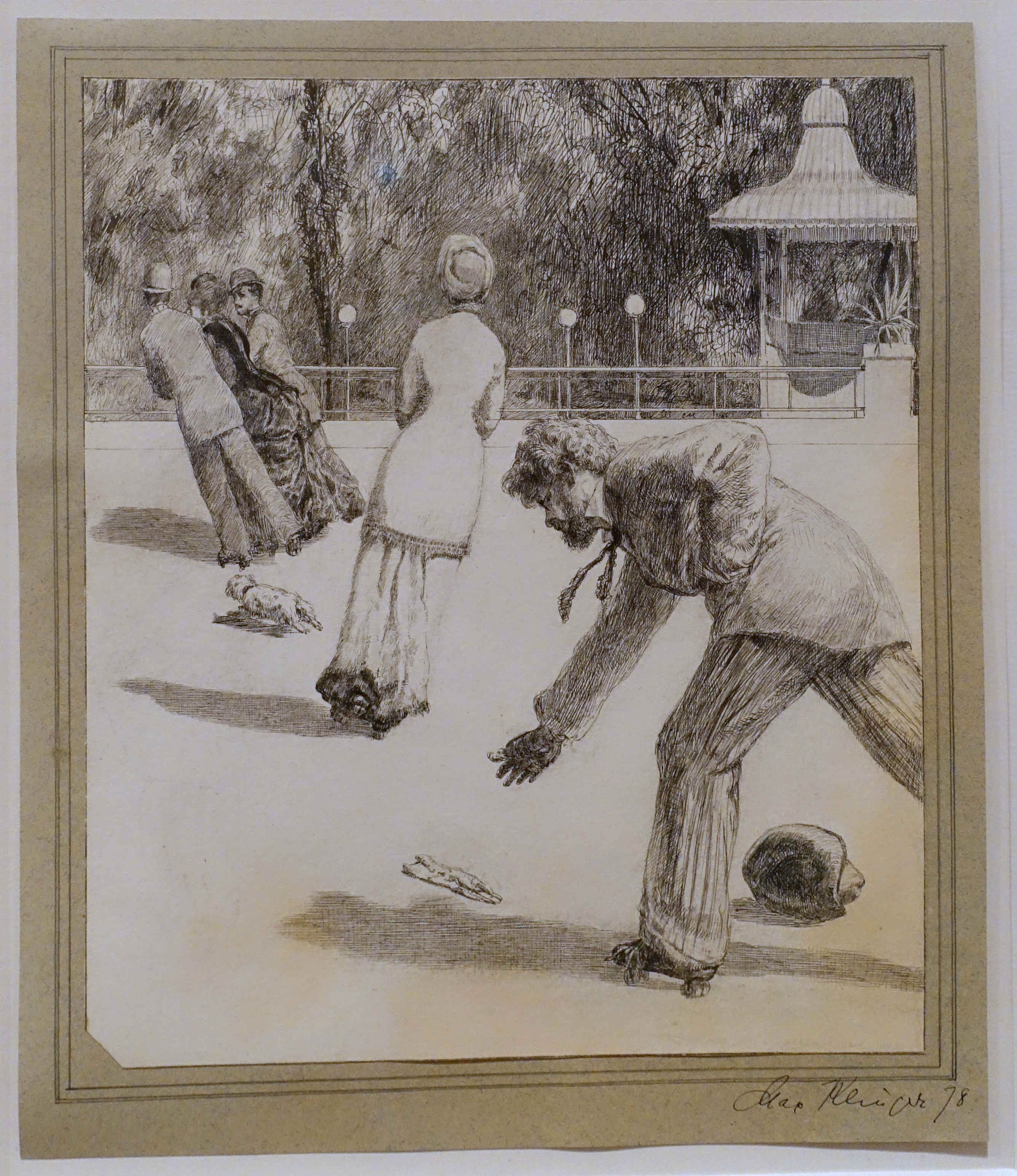
Acción.

Paráfrasis sobre el hallazgo de un guante es un conjunto de diez grabados al aguafuerte de Max Klinger. La serie de grabados originalmente titulada Fantasías sobre un guante encontrado, dedicado a la dama que lo perdió fue realizada a pluma y tinta por un Klinger de veintiún años, entre 1877 y 1878 y exhibida por primera vez en la Asociación de Arte de Berlín en 1878. Posteriormente fueron expuestas en técnica mixta de grabado, aguafuerte y aguatinta, en 1881. Los grabados son parte del movimiento simbolista y contienen una historia de amor, muerte y fantasía, por la que Klinger es más conocido.
Los grabados Paráfrasis sobre el hallazgo de un guante son la primera obra de secuencia narrativa de Klinger. Muestra escenas reales e imaginarias que se corresponden a través de la comprensión onírica, con un enfoque surrealista. A partir de un hecho banal que tiene lugar mientras patina en Hasenheide, Berlín, donde una dama (¿muy bella?) pierde un guante, Klinger desarrolla dibujos que reflejan con gran agudeza su estado psicológico y emocional, para que el espectador pueda seguirlos.

## Resumen
El ciclo de grabados comienza en la entrada de una pista de patinaje en un parque berlinés, donde el propio Klinger aparece en el grabado, a la izquierda con un amigo, Hermann Prell, admirando a una joven que llega, ya adulada por dos caballeros. Los reflejos en las ventanas impiden apreciar el exterior, indicando que es irrelevante por que la acción será interior. En la siguiente plancha, la gente está patinando y a la joven se le cae un guante. Klinger se abalanza para recogerlo, cayéndose su sombrero en el proceso. El guante se convierte en un objeto fetiche y posee un poder sobre Klinger: la historia empieza a cambiar hacia dimensiones imaginativas en las que el objeto íntimo y potencialmente sexualizado desencadena una serie de elaboradas visiones de anhelo y pérdida, transmitidas a través de distorsiones alucinatorias de escala y yuxtaposiciones discordantes.  El guante atormenta a Klinger porque no se lo devuelve a la mujer y lo guarda para él. Klinger le da personalidad al guante en los grabados. El guante se le escapará a Klinger varias veces en diferentes escenas en las que lucha por recuperarlo. También le da pesadillas a Klinger en el grabado Ansiedades, al estilo de Goya. Finalmente, una criatura onírica le roba el guante durante la noche en Rapto. En el último grabado, Cupido, el espectador ve el guante en primer plano sobre una mesa con Cupido sentado al fondo a su lado. Tiene alas de insecto, algo inusual, lo que tal vez indique la escala.
Esta obra de arte simbolista puede tener múltiples significados. Un ejemplo es que el guante es un símbolo del amor y muestra cómo puede ser de poderoso y abrumador. Además, Paráfrasis sobre el hallazgo de un guante está relacionada con elementos psicoanalíticos y se anticipa a los estudios de Freud y Krafft-Ebing, ya que es anterior a La interpretación de los sueños de Sigmund Freud.
Cada grabado lleva el título en alemán:
| - Ort (Lugar) placa 1, 25,2 x 33,9 cm. - Handlung (Acción) placa 2, 29 x 19,6 cm. - Wünsche (Anhelos) placa 3, 30,6 x 13 cm. - Rettung (Rescate) placa 4, 23 x 16,7 cm. - Triumph (Triunfo) placa 5, 13,5 x 25,7 cm. | - Huldigung (Homenaje) placa 6, 15,3 x 32 cm. - Ängste (Ansiedades) placa 7, 13,5 x 25,7 cm. - Ruhe (Reposo) placa 8, 13,5 x 25,6 cm. - Entführung (Rapto) placa 9, 11,4 x 26,1 cm. - Amor (Cupido) placa 10, 13,5 x 26 cm. |

## La serie
Paráfrasis sobre el hallazgo de un guante, Opus VI

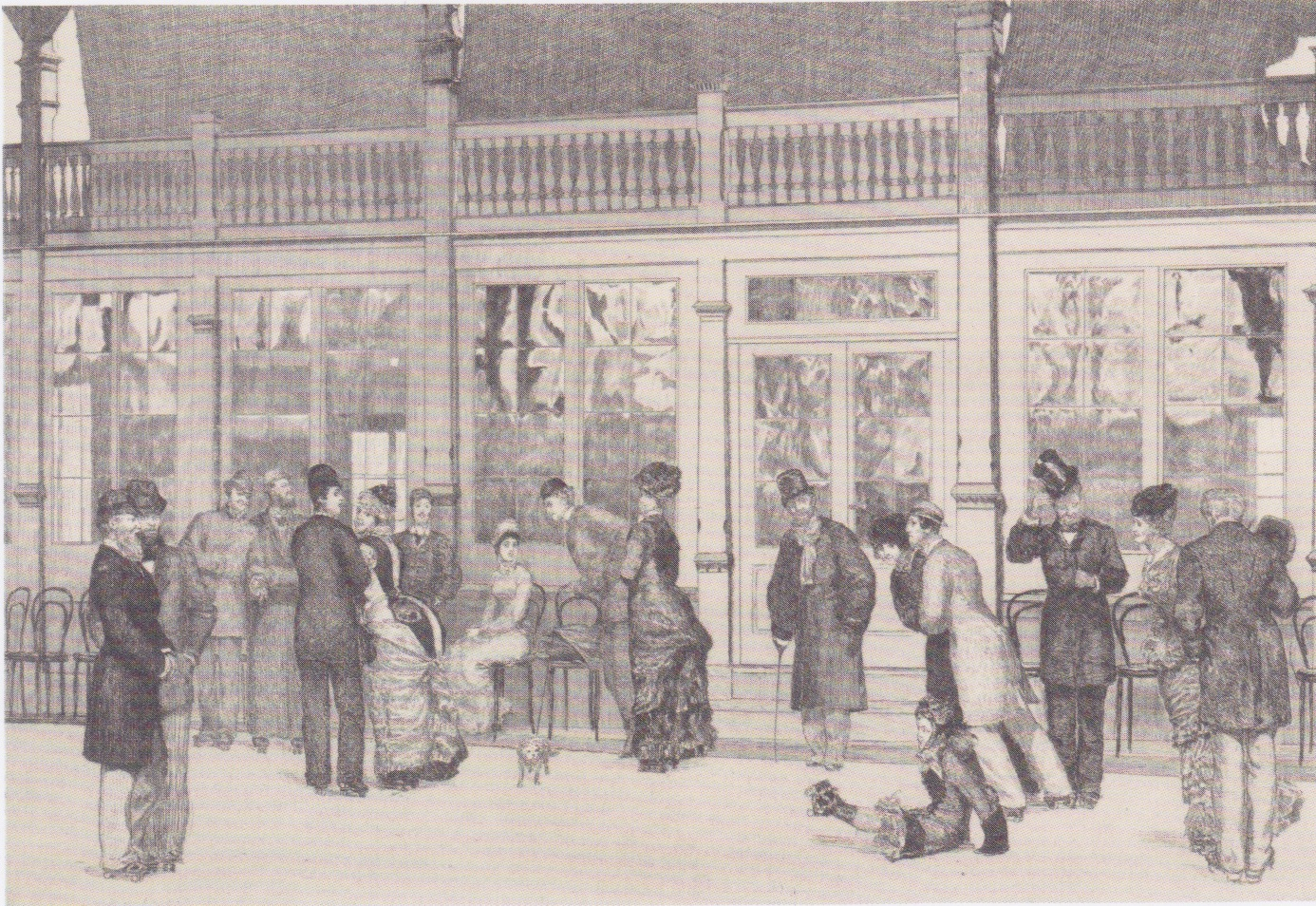
Lugar
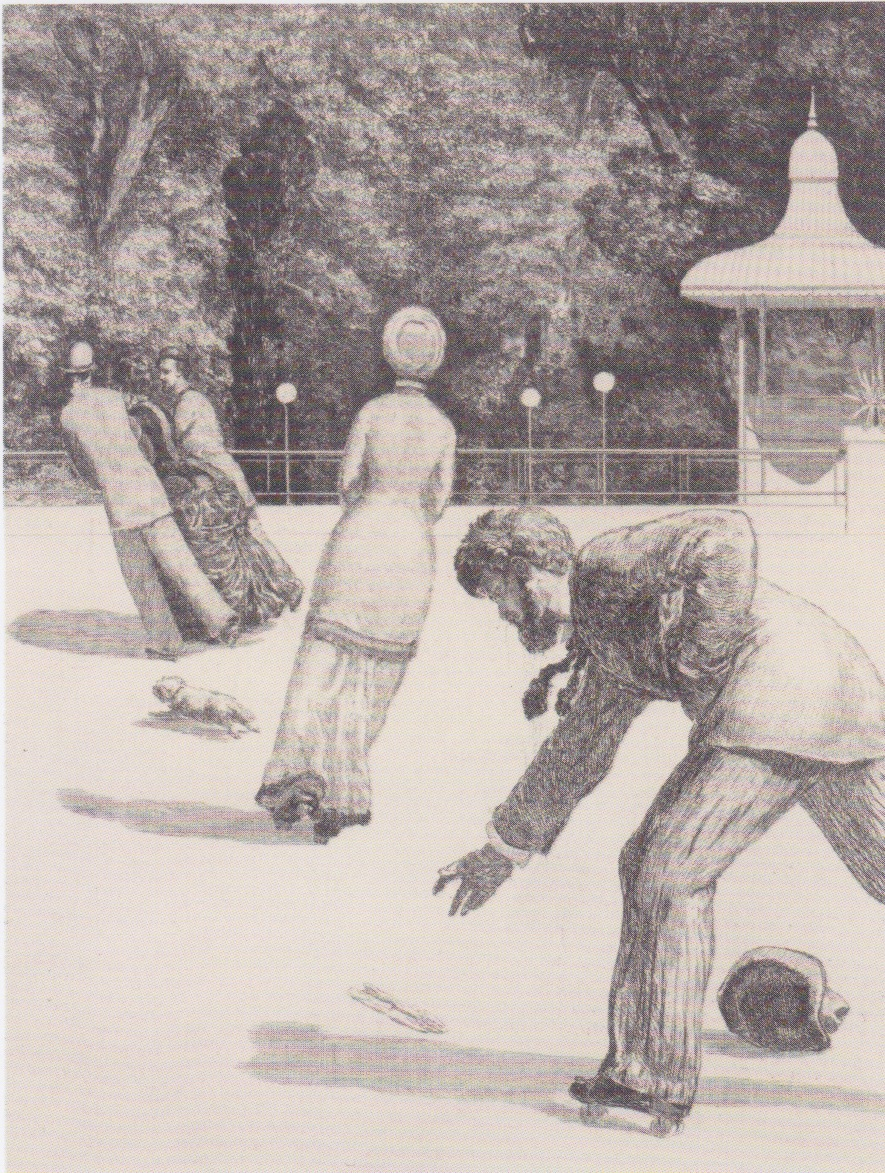
Acción
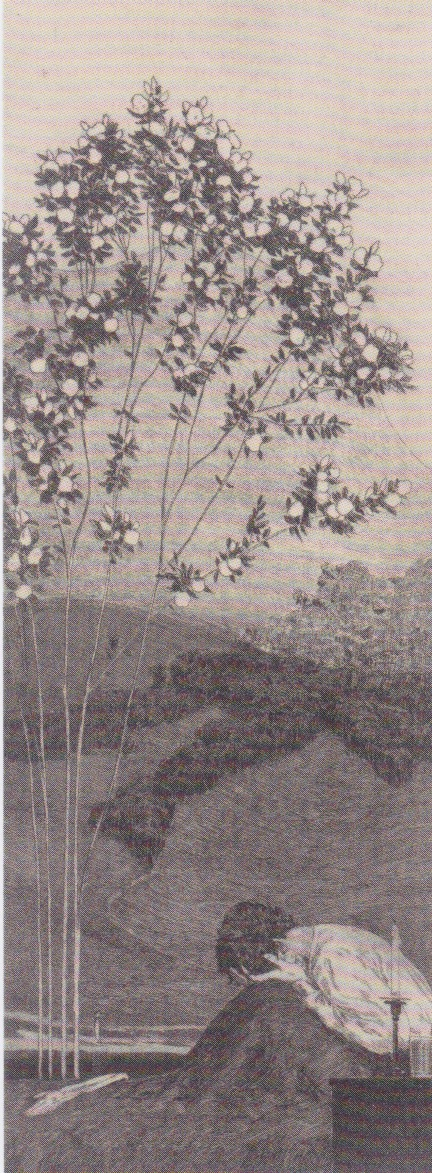
Anhelos
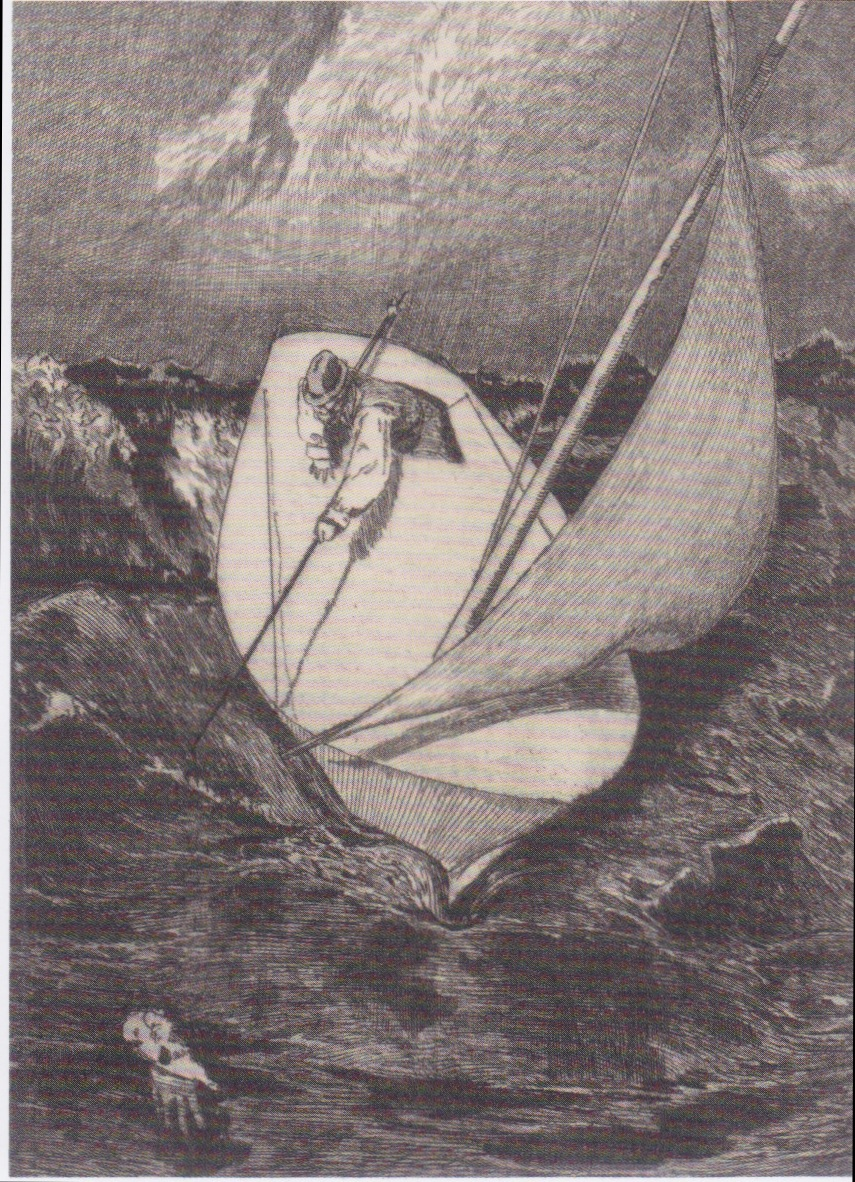
Rescate
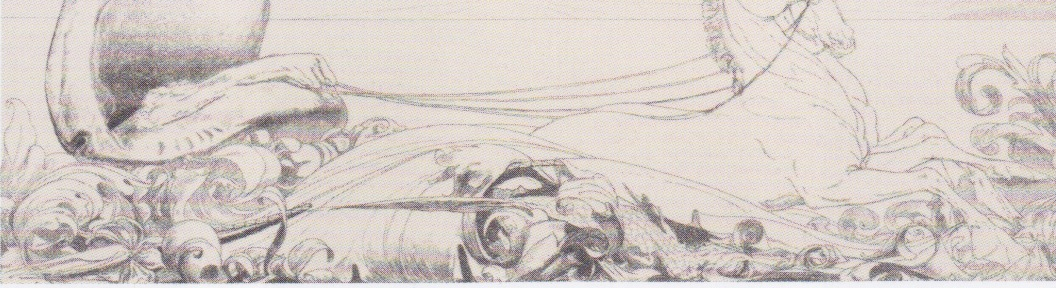
Triunfo
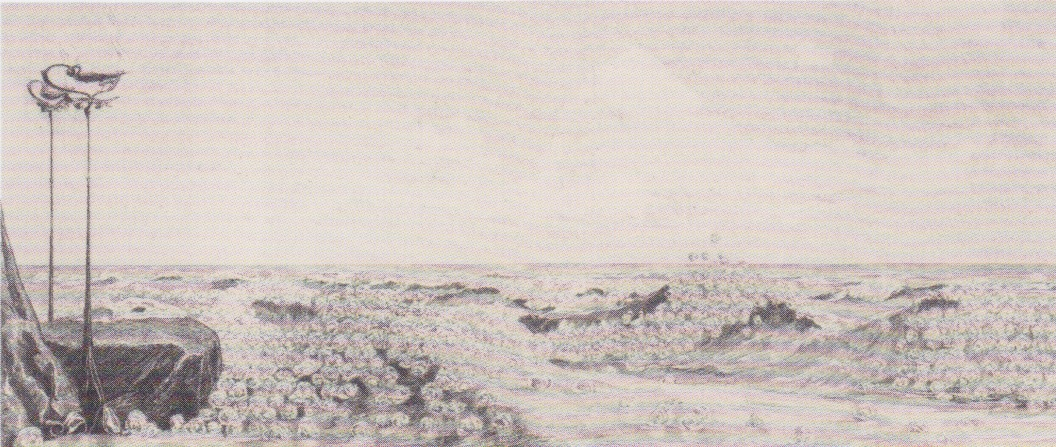
Homenaje
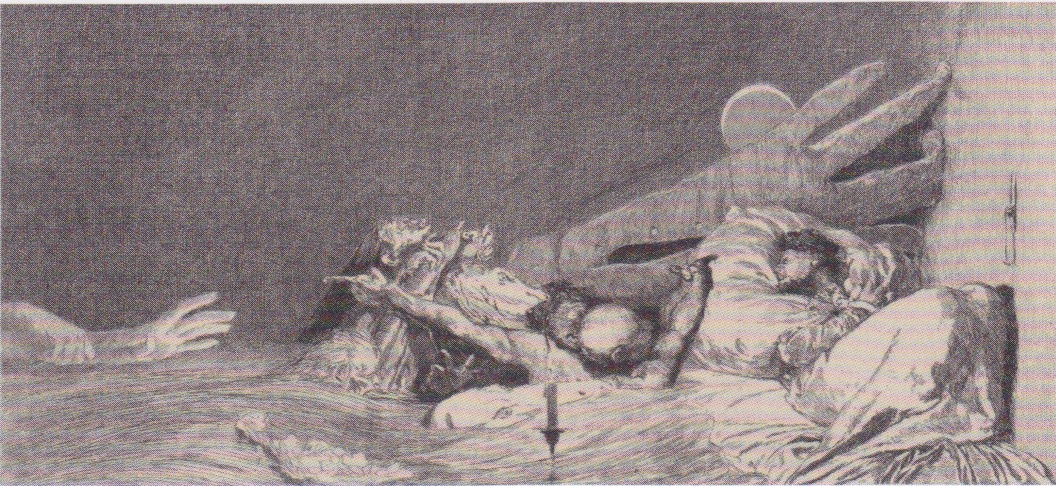
Ansiedades
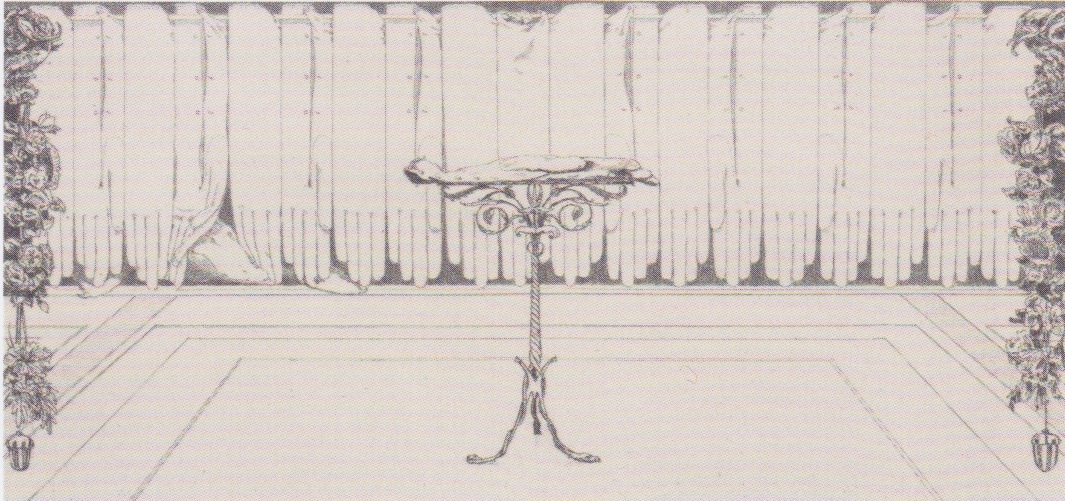
Reposo
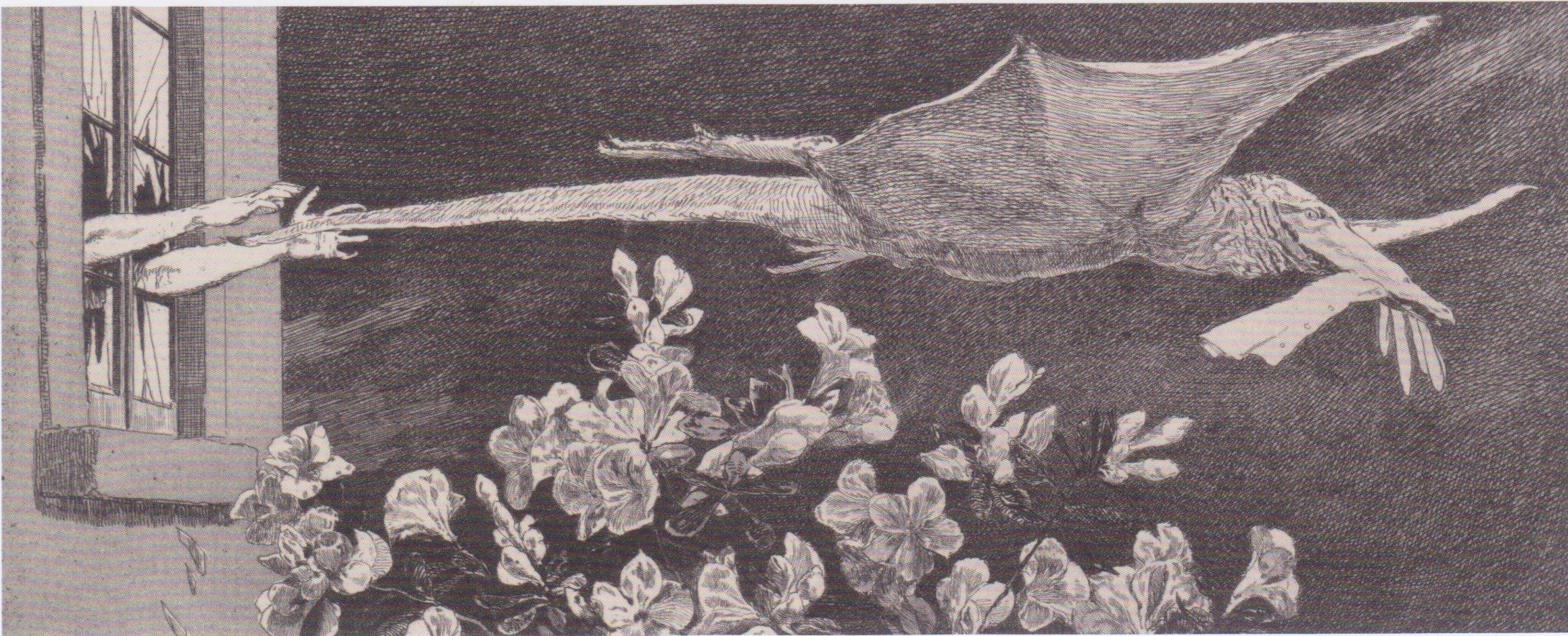
Rapto
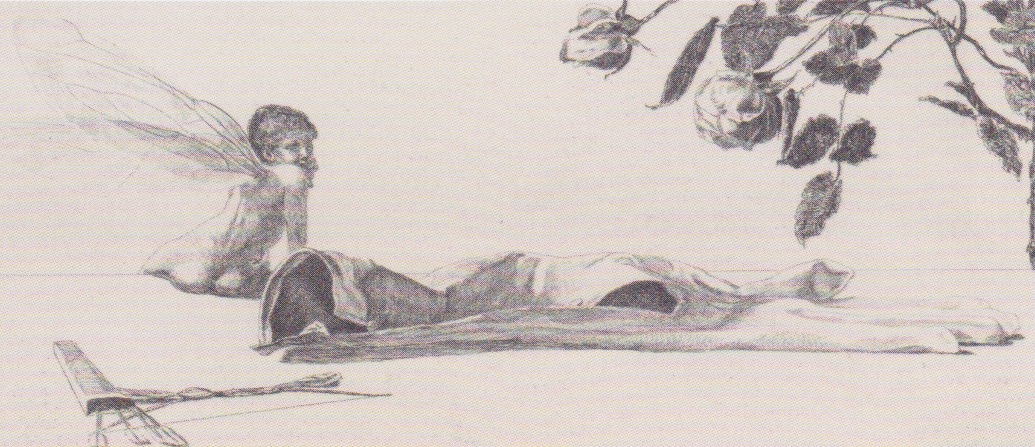
Cupido